# Schillstraße (Stralsund)
Die Schillstraße im Stadtgebiet Altstadt in Stralsund verbindet die Fährstraße und die Bechermacherstraße mit der Mönchstraße. Die Külpstraße verbindet die Schillstraße mit dem Alter Markt, die Knieperstraße kreuzt die Schillstraße in der Nähe des Kniepertores. Die Straße gehört zum Kerngebiet des UNESCO-Welterbes Historische Altstädte Stralsund und Wismar.

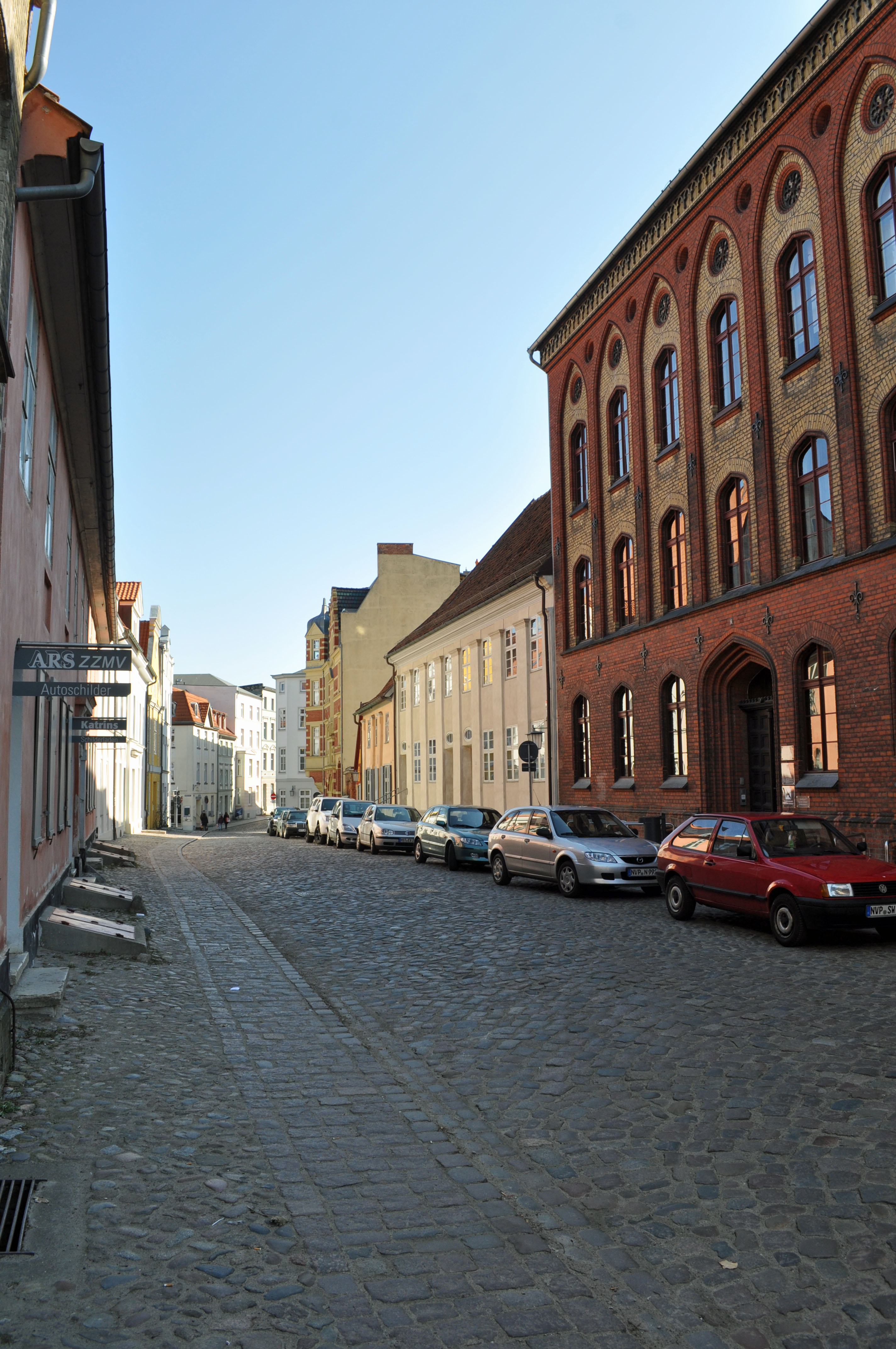
Blick in die Schillstraße in Stralsund (2012)

Die Schillstraße wurde im Jahr 1869 nach Ferdinand von Schill benannt, der am 31. Mai 1809 in der Fährstraße getötet worden war.
Bis zur Umbenennung war die Straße in drei Abschnitte geteilt. Der Abschnitt zwischen der Fährstraße und der Külpstraße hieß Hinter St. Johannis, bezugnehmend auf das anliegende Johanniskloster mit Kirche. Zwischen der Külpstraße und der Knieperstraße hieß Kesserhagen; die Erklärung dafür ist umstritten – wahrscheinlich wurde der Name vom Kescher abgeleitet. Im 16. Jahrhundert wurde dieser Abschnitt auch Munthestrate genannt, was von der hier ansässigen Münzprägeanstalt (Münze) abgeleitet war. Der Abschnitt zwischen Knieperstraße und Mönchstraße, nahe dem Hospitaler Tor, hieß bis 1869 Fischerstraße.
17 der Gebäude in der Straße stehen unter Denkmalschutz (siehe auch Liste der Baudenkmale in Stralsund), nämlich die Häuser Schillstraße 5, Schillstraße 6, Schillstraße 7 a–c, Schillstraße 8, Schillstraße 18, Schillstraße 19, Schillstraße 20, Schillstraße 27/28 (Johanniskloster), Schillstraße 30, Schillstraße 31, Schillstraße 32, Schillstraße 34, Schillstraße 35, Schillstraße 36, Schillstraße 37, Schillstraße 38 und Schillstraße 39 (Proviantmagazin). Zudem sind die Haustür vom Haus Schillstraße 21 sowie das Hofgebäude der Schillstraße 29 als Baudenkmal ausgewiesen.